# Подхрадик
Подхрадик (слч. Podhradík) насељено је мјесто са административним статусом сеоске општине (слч. obec) у округу Прешов, у Прешовском крају, Словачка Република.

## Становништво
| Година:    | 1994. | 2004.   | 2014.   | 2024.    |
| ---------- | ----- | ------- | ------- | -------- |
| Број људи: | 326   | 350     | 372     | 434      |
| Разлика:   |       | +7,36 % | +6,28 % | +16,66 % |

| Година:    | 2023. | 2024.   |
| ---------- | ----- | ------- |
| Број људи: | 440   | 434     |
| Разлика:   |       | -1,36 % |

Према подацима о броју становника из 2024. године насеље је имало 434 становника.